# Lekkoatletyka na Letnich Igrzyskach Olimpijskich 1952
Lekkoatletyka na Letnich Igrzyskach Olimpijskich 1952 – zawody lekkoatletyczne podczas igrzysk w Helsinkach rozgrywane były od 20 do 27 lipca. Areną zmagań lekkoatletów był stadion olimpijski. Przeprowadzono 33 konkurencje, w których wystartowało 936 zawodniczek i zawodników z 57 krajów. Najlepszy wynik medalowy osiągnął czechosłowacki długodystansowiec Emil Zátopek, który zdobył 3 złote medale.

## Rezultaty

### Mężczyźni
| Konkurencja:                              | 1. miejsce                                                                          | Rezultat     | 2. miejsce                                                                   | Rezultat  | 3. miejsce                                                                   | Rezultat  |
| Bieg na 100 m (szczegóły)                 | Lindy Remigino                                                                      | 10,4         | Herb McKenley                                                                | 10,4      | Emmanuel McDonald Bailey                                                     | 10,4      |
| Bieg na 200 m (szczegóły)                 | Andy Stanfield                                                                      | 20,7 OR      | Thane Baker                                                                  | 20,8      | James Gathers                                                                | 20,8      |
| Bieg na 400 m (szczegóły)                 | George Rhoden                                                                       | 45,9 OR      | Herb McKenley                                                                | 45,9      | Ollie Matson                                                                 | 46,8      |
| Bieg na 800 m (szczegóły)                 | Mal Whitfield                                                                       | 1:49,2 OR    | Arthur Wint                                                                  | 1:49,4    | Heinz Ulzheimer                                                              | 1:49,7    |
| Bieg na 1500 m (szczegóły)                | Josy Barthel                                                                        | 3:45,1 OR    | Bob McMillen                                                                 | 3:45,2    | Werner Lueg                                                                  | 3:45,4    |
| Bieg na 5000 m (szczegóły)                | Emil Zátopek                                                                        | 14:06,6 OR   | Alain Mimoun                                                                 | 14:07,4   | Herbert Schade                                                               | 14:08,6   |
| Bieg na 10 000 m (szczegóły)              | Emil Zátopek                                                                        | 29:17,0 OR   | Alain Mimoun                                                                 | 29:32,8   | Aleksandr Anufrijew                                                          | 29:48,2   |
| Maraton (szczegóły)                       | Emil Zátopek                                                                        | 2:23:03,2 OR | Reinaldo Gorno                                                               | 2:25:35,0 | Gustaf Jansson                                                               | 2:26:07,0 |
| Bieg na 110 m przez płotki (szczegóły)    | Harrison Dillard                                                                    | 13,7 OR      | Jack Davis                                                                   | 13,7      | Arthur Barnard                                                               | 14,1      |
| Bieg na 400 m przez płotki (szczegóły)    | Charles Moore                                                                       | 50,8 OR      | Jurij Litujew                                                                | 51,3      | John Holland                                                                 | 52,2      |
| Bieg na 3000 m z przeszkodami (szczegóły) | Horace Ashenfelter                                                                  | 8:45,4 WR    | Władimir Kazancew                                                            | 8:51,6    | John Disley                                                                  | 8:51,8    |
| Sztafeta 4 × 100 m (szczegóły)            | Stany Zjednoczone · Dean Smith · Harrison Dillard · Lindy Remigino · Andy Stanfield | 40,1         | ZSRR · Boris Tokariew · Lew Kalajew · Lewan Sanadze · Władimir Suchariew     | 40,3      | Węgry · László Zarándi · Géza Varasdi · György Csányi · Béla Goldoványi      | 40,5      |
| Sztafeta 4 × 400 m (szczegóły)            | Jamajka · Arthur Wint · Leslie Laing · Herb McKenley · George Rhoden                | 3:03,9 WR    | Stany Zjednoczone · Ollie Matson · Gene Cole · Charles Moore · Mal Whitfield | 3:04,0    | RFN · Hans Geister · Günther Steines · Heinz Ulzheimer · Karl-Friedrich Haas | 3:06,6    |
| Chód na 10 000 m (szczegóły)              | John Mikaelsson                                                                     | 45:02,8 OR   | Fritz Schwab                                                                 | 45:41,0   | Bruno Junk                                                                   | 45:41,0   |
| Chód na 50 km (szczegóły)                 | Giuseppe Dordoni                                                                    | 4:28:07,8 OR | Josef Doležal                                                                | 4:30:17,8 | Antal Róka                                                                   | 4:31:27,2 |
| Skok wzwyż (szczegóły)                    | Walt Davis                                                                          | 2,04 OR      | Kenneth Wiesner                                                              | 2,01      | José da Conceição                                                            | 1,98      |
| Skok o tyczce (szczegóły)                 | Bob Richards                                                                        | 4,55 OR      | Donald Laz                                                                   | 4,50      | Ragnar Lundberg                                                              | 4,40      |
| Skok w dal (szczegóły)                    | Jerome Biffle                                                                       | 7,57         | Meredith Gourdine                                                            | 7,53      | Ödön Földessy                                                                | 7,30      |
| Trójskok (szczegóły)                      | Adhemar Ferreira da Silva                                                           | 16,22 WR     | Leonid Szczerbakow                                                           | 15,98     | Asnoldo Devonish                                                             | 15,52     |
| Pchnięcie kulą (szczegóły)                | Parry O’Brien                                                                       | 17,41 OR     | Darrow Hooper                                                                | 17,39     | James Fuchs                                                                  | 17,06     |
| Rzut dyskiem (szczegóły)                  | Sim Iness                                                                           | 55,03 OR     | Adolfo Consolini                                                             | 53,78     | James Dillion                                                                | 53,28     |
| Rzut młotem (szczegóły)                   | József Csermák                                                                      | 60,34 WR     | Karl Storch                                                                  | 58,86     | Imre Németh                                                                  | 57,74     |
| Rzut oszczepem (szczegóły)                | Cyrus Young                                                                         | 73,78 OR     | William Miller                                                               | 72,46     | Toivo Hyytiäinen                                                             | 71,89     |
| Dziesięciobój (szczegóły)                 | Bob Mathias                                                                         | 7887 pkt. WR | Milt Campbell                                                                | 6975 pkt. | Floyd Simmons                                                                | 6788 pkt. |

### Kobiety
| Konkurencja:                          | 1. miejsce                                                                     | Rezultat | 2. miejsce                                                         | Rezultat | 3. miejsce                                                                           | Rezultat |
| Bieg na 100 m (szczegóły)             | Marjorie Jackson                                                               | 11,5 =WR | Daphne Hasenjäger                                                  | 11,8     | Shirley Strickland de la Hunty                                                       | 11,9     |
| Bieg na 200 m (szczegóły)             | Marjorie Jackson                                                               | 23,7 OR  | Puck Brouwer                                                       | 24,2     | Nadieżda Chnykina-Dwaliszwili                                                        | 24,2     |
| Bieg na 80 m przez płotki (szczegóły) | Shirley Strickland de la Hunty                                                 | 10,9 WR  | Maria Gołubnicza                                                   | 11,1     | Maria Sander                                                                         | 11,1     |
| Sztafeta 4 × 100 m (szczegóły)        | Stany Zjednoczone · Mae Faggs · Barbara Jones · Janet Moreau · Catherine Hardy | 45,9 WR  | Niemcy · Ursula Knab · Maria Sander · Helga Klein · Marga Petersen | 45,9     | Wielka Brytania · Sylvia Cheeseman · June Foulds · Jean Desforges · Heather Armitage | 46,2     |
| Skok wzwyż (szczegóły)                | Esther Brand                                                                   | 1,67     | Sheila Alexander                                                   | 1,65     | Aleksandra Czudina                                                                   | 1,63     |
| Skok w dal (szczegóły)                | Yvette Williams                                                                | 6,24 OR  | Aleksandra Czudina                                                 | 6,14     | Shirley Cawley                                                                       | 5,92     |
| Pchnięcie kulą (szczegóły)            | Galina Zybina                                                                  | 15,28 WR | Marianne Werner                                                    | 14,57    | Kławdija Toczonowa                                                                   | 14,50    |
| Rzut dyskiem (szczegóły)              | Nina Romaszkowa                                                                | 51,42 OR | Jelizawieta Bagriancewa                                            | 47,08    | Nina Dumbadze                                                                        | 46,29    |
| Rzut oszczepem (szczegóły)            | Dana Zátopková                                                                 | 50,47 OR | Aleksandra Czudina                                                 | 50,01    | Jelena Gorczakowa                                                                    | 49,76    |

## Klasyfikacja medalowa
| Miejsce | Kraj              | Złoto | Srebro | Brąz | Razem |
| 1       | Stany Zjednoczone | 15    | 10     | 6    | 31    |
| 2       | Czechosłowacja    | 4     | 1      | 0    | 5     |
| 3       | Australia         | 3     | 0      | 1    | 4     |
| 4       | ZSRR              | 2     | 8      | 7    | 17    |
| 5       | Jamajka           | 2     | 3      | 0    | 5     |
| 6       | Włochy            | 1     | 1      | 0    | 2     |
| 6       | Południowa Afryka | 1     | 1      | 0    | 2     |
| 8       | Węgry             | 1     | 0      | 4    | 5     |
| 9       | Szwecja           | 1     | 0      | 2    | 3     |
| 10      | Brazylia          | 1     | 0      | 1    | 2     |
| 10      | Nowa Zelandia     | 1     | 0      | 1    | 2     |
| 12      | Luksemburg        | 1     | 0      | 0    | 1     |
| 13      | RFN               | 0     | 3      | 5    | 8     |
| 14      | Francja           | 0     | 2      | 0    | 2     |
| 15      | Wielka Brytania   | 0     | 1      | 4    | 5     |
| 16      | Argentyna         | 0     | 1      | 0    | 1     |
| 16      | Holandia          | 0     | 1      | 0    | 1     |
| 16      | Szwajcaria        | 0     | 1      | 0    | 1     |
| 19      | Finlandia         | 0     | 0      | 1    | 1     |
| 19      | Wenezuela         | 0     | 0      | 1    | 1     |